# Murakami, Niigata
Murakami (japanska: 村上市?, Murakami-shi) är en stad i norra delen av Niigata prefektur i Japan. Staden fick stadsrättigheter 1954.